# Pearson Island
Pearson Island är en ö i Kanada.   Den ligger i territoriet Nunavut, i den nordöstra delen av landet, 2 800 km norr om huvudstaden Ottawa. Arean är 8,1 kvadratkilometer.
Terrängen på Pearson Island är platt. Öns högsta punkt är 92 meter över havet. Den sträcker sig 4,4 kilometer i nord-sydlig riktning, och 3,6 kilometer i öst-västlig riktning.